# Erik Jöran Fitinghoff
Erik Jöran Fitinghoff, född 1 juli 1661 på Broby i Bettna socken, död 21 september 1736 på Stora Djulö i Stora Malms socken, var en svensk friherre och militär.
Erik Jöran Fitinghoff var son till generalmajor Johan von Vietinghoff och friherrinnan Gertrud von der Linde. Han blev student vid Uppsala universitet 1676, volontär vid Livgardet 1682, rustmästare där 1684, förare och 1685 och löjtnant vid Södermanlands regemente 1687. Fitinghoff blev volontär vid prinsens av Oranien regemente 1688, kapten vid gamla Fürstenbergaska regementet i fransk tjänst 1691 och erhöll avsked 1693. Han blev 1693 kapten vid överste von Diedens regemente i hannoversk tjänst, kapten vid Jönköpings regemente 1694, brigadmajor vid auxiliärtrupperna i Holstein 1700 och generaladjutant vid pommerska armén 1702. Fitinghoff blev 1703 generaladjutant av flygeln, var överste och chef för Österbottens infanteriregemente 1706–1707, blev 1707 kommendant på Rigas slott samt generalmajor 1714. Han upphöjdes 1719 till friherrligt stånd med introduktion på riddarhuset 1721. Fitinghoff erhöll 1721 generallöjtnants avsked.